# جشنواره فیلم کن ۲۰۰۸
شصت و یکمین دوره جشنواره فیلم کن از تاریخ ۱۴ تا ۲۵ مه ۲۰۰۸ در شهر کن در جنوب فرانسه برگزار شد. شان پن هنرپیشه و کارگردان آمریکایی رئیس هیئت داوران این دوره بود. جشنواره با فیلم کوری به کارگردانی فرناندو میرلس افتتاح شد و با فیلم چه اتفاقی افتاده‌است؟ ساخته بری لوینسون به پایان رسید. فیلم گرسنگی اثر استیو مک‌کوئین اولین فیلمی بود که در بخش نگاهی نو جشنواره به نمایش درآمد.

در این دوره از جشنواره، در مجموع بیست و دو فیلم در بخش مسابقه برای به دست آوردن نخل طلا به رقابت پرداختند که در نهایت فیلم کلاس درس ساخته لوران کانته برنده نخل طلای این دوره شد.
در بخش خارج از مسابقه، فیلم ویکی کریستینا بارسلونا اثر وودی آلن و بازی پنه لوپه کروز و خاویر باردم نیز به نمایش درآمد.

## فیلم‌های بخش مسابقه[۵]
| نام                  | نام اصلی                                                | کارگردان                      | کشور     |
| -------------------- | ------------------------------------------------------- | ----------------------------- | -------- |
| ۲۴ شهر               | 二十四城记/二十四城記 Er shi si cheng ji                | جیا ژانکو                     | چین      |
| ستایش                | Adoration                                               | اتوم اگویان                   | کانادا   |
| کوری (فیلم ۲۰۰۸)     | Blindness                                               | فرناندو میرلس                 | برزیل    |
| بچه جایگزین (فیلم)   | Changeling                                              | کلینت ایستوود                 | آمریکا   |
| چه (فیلم)            | چه (فیلم) (Part I: The Argentine and Part II: Guerilla) | استیون سودربرگ                | آمریکا   |
| A Christmas Tale     | Un conte de Noël                                        | ارنو دپلشن                    | فرانسه   |
| کلاس درس (فیلم)      | Entre les murs                                          | لوران کانته                   | فرانسه   |
| Delta                | Delta                                                   | کورنل موندروتسو               | مجارستان |
| ایل دیوو             | Il Divo                                                 | پائولو سورنتینو               | ایتالیا  |
| Frontier of Dawn     | La frontière de l'aube                                  | فیلیپ گارل                    | فرانسه   |
| گومورا (فیلم)        | Gomorra                                                 | متئو گارونه                   | ایتالیا  |
| زن بی‌سر              | La mujer sin cabeza                                     | لوکرسیا مارتل                 | آرژانتین |
| لئونرا               | Leonera                                                 | پابلو تراپرو                  | آرژانتین |
| مسیر عبور            | Linha de Passe                                          | والتر سالس و دانیه‌لا توماش    | برزیل    |
| My Magic             | My Magic                                                | Eric Khoo                     | سنگاپور  |
| فیلمبرداری در پالرمو | Palermo Shooting                                        | ویم وندرس                     | آلمان    |
| پذیرایی (فیلم)       | Serbis                                                  | بریانته مندوزا                | فیلیپین  |
| سکوت لورنا           | Le silence de Lorna                                     | برادران داردن و برادران داردن | بلژیک    |
| نیویورک، جز به کل    | Synecdoche, New York                                    | چارلی کافمن                   | آمریکا   |
| سه میمون             | Üç Maymun                                               | نوری بیلگه جیلان              | ترکیه    |
| دو عاشق              | Two Lovers                                              | جیمز گری (کارگردان فیلم)      | آمریکا   |
| والس با بشیر         | ואלס עם באשיר Vals Am Bashir                            | آری فولمن                     | اسرائیل  |

## هیئت داوران
| - شان پن، هنرپیشه و کارگردان آمریکایی (رئیس) - ژان بالیبار، هنرپیشه و خواننده فرانسوی - رشید بوشارب، کارگردان فرانسوی-الجزایری - سرجو کاستلیتو، هنرپیشه و کارگردان ایتالیایی - آلفونسو کوارون، کارگردان مکزیکی - الکساندرا ماریا لارا، هنرپیشه آلمانی-رومانیایی - ناتالی پورتمن، هنرپیشه اسرائیلی-آمریکایی - مرجان ساتراپی، نویسنده و کارگردان ایرانی-فرانسوی - اپیچاتپونگ ویراستاکول، کارگردان تایلندی | - فاتح آکین، کارگردان آلمانی-ترکیه‌ای (رئیس) | - هو شیائو-شین، کارگردان تایوانی (رئیس) - اولیویه آسایاس، کارگردان فرانسوی - سوزان بیر، کارگردان دانمارکی - مارینا آندز، هنرپیشه فرانسوی - Laurence Kardish، مجموعه‌دار آمریکایی |

## جوایز
- نخل طلا - لوران کانته برای کلاس درس (فیلم)
- جایزه بزرگ (جشنواره فیلم کن) - متئو گارونه برای گومورا (فیلم)
- جایزه بهترین کارگردان (جشنواره فیلم کن) - نوری بیلگه جیلان برای سه میمون
- جایزه هیئت داوران (جشنواره فیلم کن) - پائولو سورنتینو برایایل دیوو
- جایزه بهترین فیلم‌نامه (جشنواره فیلم کن) - برادران داردن برای سکوت لورنا
- جایزه بهترین بازیگر نقش اول زن (جشنواره فیلم کن) du Festival de Cannes - ساندرا کورولونی in مسیر عبور directed by والتر سالس and دانیه‌لا توماش
- جایزه بهترین بازیگر نقش اول مرد (جشنواره فیلم کن) du Festival de Cannes - بنیسیو دل تورو in چه (فیلم) directed by استیون سودربرگ
- Prix du 61ème anniversaire - ex aequo, کاترین دنو برای  Un conte de Noël , و کلینت ایستوود for بچه جایگزین (فیلم)
- دوربین زرین - استیو مک‌کوئین (کارگردان) برای گرسنگی (فیلم ۲۰۰۸)
- Palme d'Or - Short Film - Megatron (film) directed by Marian Crişan[۶]